# Снуп Дог
Калвин Кордозар Броудъс младши (на английски: Calvin Cordozar Broadus Jr.), по-известен под псевдонима Снуп Дог (на английски: Snoop Dogg), е американски рапър, певец, продуцент, предприемач и актьор.
Снуп е сред най-известните рапъри на Западния бряг и сред най-забележителните протежета на Dr. Dre. В световен мащаб е продал над 37 милиона албума. Snoop добива известност с песента „Deep Cover“ от 1992 г., а през 1993 г. издава и първия си албум, Doggystyle, за Death Row Records, който продава над 11 милиона копия, а също печели и няколко награди. Успехите на Snoop продължават и през следващите години. В края на бурната 1996-а, когато рап войната все още се вихри, Dr. Dre е напуснал Death Row, а рапърите 2pac и Yaki Kadafi са застреляни и убити, Snoop пуска втория си албум, „Tha Doggfather“, който застава на първо място в някои чартове, но в крайна сметка не се оказва толкова успешен, успявайки да продаде над 5 пъти по-малко копия от дебютния му албум „Doggystyle“.
След скандали, неуредени парични въпроси и открити смъртни заплахи от Suge Knight, Снуп напуска Death Row през 1997-а. Пуска няколко записа без никакъв успех. Всички смятат, че с кариерата му е свършено. Останал без никакви пари, мразен и нежелан от една страна от Изтока като част от лагера на Death Row, а в същото време мразен и заплашван и от Западната част, той взима най-изненадващото, но логично решение - отива на юг, който юг по онова време не обича нито Запада, нито Изтока, но в крайна сметка през март 1998 Snoop успява да стане член на No Limit Records, която по онова време е най-голямата независима звукозаписна компания в света, най-големият рап лейбъл в света и в топ 3 на най-големите лейбъли изобщо. Мастър Пи (Master P), собственикът на No Limit, вярва в Snoop и прави всичко той да изгрее отново в целия си блясък, а Dr. Dre в интервю казва, че е много впечатлен от цялата помощ и подкрепа, която Master P дава на Snoop, спасявайки не само кариерата му, но най-вече и живота му. Master P мести Snoop от Лос Анджелис на юг в Ню Орлеанс и му купува луксозна къща в скъп квартал. Snoop Dogg казва в интервю, че изпитва за цял живот огромно уважение и благодарност към Master P и особено за този жест тогава, когато той му купува дом, защото по същото време жена му е била в напреднала бременност с второто му дете, а той е нямал нито пари, нито собствен дом. Snoop издава 3 албума за No Limit, които се продават общо в около 10 милиона бройки, постигайки значителни успехи и натрупвайки значителни суми.
Натрупал опит, знания и пари, Снуп напуска в края на 2000 г. No Limit и, вслушвайки се бизнес съветите на Master P, основава своя лейбъл Doggystyle. През 2002-ра издава албума си „Paid tha Cost to Be da Boss“, който се продава в 1,5 млн. бройки. От 2002 до 2003 г. Snoop води комедийното шоу „Doggy Fizzle Televizzle“ по MTV. През 2003 г. заедно с рапъра 50 Cent и групата му G-Unit издават световния хит „P.I.M.P“, номиниран за най-добър рап видеоклип на годината. Snoop продължава работата си с Pharrell и през 2004 година издава албума R&G; (Rhythm & Gangsta): The Masterpiece, от който се продават близо 2 млн. бройки. От албума излизат няколко световни хита като „Let's Get Blown“, „Signs“ с Джъстин Тимбърлейк и „Ups & Downs“, но най-голям хит става песента „Drop It Like It's Hot“, която става рап песента на десетилетието, заставайки на редица места на първо място, а в черно-белия клип участват и двата сина на Snoop. Видеоклипът печели и 2 награди за най-добро видео.
През 2012 г. след пътуване до Ямайка Снуп става растафарианец и приема името Snoop Lion, издавайки реге албума „Reincarnated“, който е номиниран за „Грами“. През 2018 г. получава звезда на Алеята на славата в Холивуд, а на 16 август 2019 г. Snoop издава албума „I Wanna Thank Me“. В песента „One Blood, One Cuzz“ Snoop говори за обединиение на чернокожите и излишната война и разделение между тях, делейки се на банди и избивайки се. В песента „Let Bygones Be Bygones“ Snoop изразява цялото си уважение към Suge Knight и годините му в Death Row, показвайки, че всички проблеми между тях са вече в миналото.

## Произход и детски години
Снуп се ражда в Лонг Бийч, Калифорния, на 20 октомври 1971 година. Като дете родителите му са го наричали Снупи. Още от много малък, на 5 години, той пее в баптистката църква Golgotha Trinity и свири на пиано там. В 6-и клас започва да рапира. Майка му му дава прякора „Snoop“. По-късно влиза в бандата Rollin' 20s Crips, заловен е с притежание на наркотици и е арестуван, като прекарва шест месеца в затвора в окръг Wayside. Там е посещаван от брата на Dr. Dre, Warren G, както и от Nate Dogg, на когото е давал и касетки с демо записи.

## Първи стъпки в музиката
Музикалната кариера на Snoop Doggy Dogg започва в края на 80-те години, когато, по думите му, имал демо касета на име „Аз съм поет“. Към края на 1989-а/началото на 1990-а участва в песен на рап групата „Perfection“, която също е от Лонг Бийч. Песента се нарича „Understand Perfection“ и е diss трак към рапъра Domino - един от членовете на групата, който я напуска със скандали. Snoop прави още няколко песни като „True To Da Game“, „The Message“ и „County Blues“. Няколко години по-късно, през 1992-ра, песента „Understand Perfection“ е издадена в рап компилацията „Please Pass The Mic“. Тази рап група се надява да привлече вниманието с този запис на Dr. Dre, но Dre се впечатлява само от Snoop Dogg, който записва още няколко записа като песента „The Next Episode“ заедно с Dr. Dre и парчето „187 (It's On)“ заедно с Lady Of Rage, която песен ще е вдъхновението за издадения през същата 1992 година хитов сингъл „Deep Cover“ към едноименния филм, с който сингъл Dre представя официално своето протеже на света. В крайна сметка версията с Lady Of Rage отпада окончателно, но в най-първите издадени касетки на сингъла песента все пак присъства. Dr. Dre е имал намерения парчето да влезе в албума му „The Chronic“, но заради възможна забрана на песента и албума му и проблеми със закона, както се случва с групата на Ice T и трака им „Cop Killa“, той се отказва. Snoop Doggy Dogg сътрудничи в няколко песни от соловия албум на Dre, „The Chronic“, като световните хитове „Ain't Nuthin' But A G Thang“, където Snoop изразява уважение към групата „Perfection“, споменавайки ги в песента: „Perfection is Perfected, so I'ma Let' Em Understand“. Другият световен хит става „Let Me Ride“, в който видеоклип за кратко се появява и Ice Cube. Участва и в diss-а към Eazy-E „Fuck Wit Dre Day“, в което видео Eazy-E и музикалната му компания са подиграни.

## В Death Row Records
През 1993 г. Snoop вече официално е един от артистите на Death Row Records. Дебютният му албум Doggystyle е издаден на 23 ноември 1993 г., и става номер 1 в „Billboard 200“, продавайки над 800 000 копия само през първата седмица и 11 милиона по света. Песента „What's My Name?“ става хит и пилотен сингъл от албума, както и песните „Jin & Juice“ и „Murder Was The Case“. Песните му се въртят и по MTV. През същата година през август неговият бодигард застрелва гангстер от друга банда. Той е замесен също в делото и след месеци съдебни дела е пуснат под домашен арест. През юли 1993 г. е спрян от полицията на пътя за нарушение и в колата му е намерено оръжие.
През 1994 г. Snoop Doggy Dogg издава „Murder Was The Case“ - 18-минутно видео към песента заедно със саундтрака към него. Death Row плащат на 2pac 200 000 долара да запише песен със Snoop, която да влезе към саундтрака. Песента е записана и носи заглавието „Life's So Hard“, но така и не е включена в албума, който дебютира под номер 1 в Billboard 200 с продажби от над 300 000 копия през първата седмица и ставайки два пъти платинен с над 2 млн. продадени бройки.
През 1995 г. Death Row Records започват значително да доминират в рап индустрията. Същата година те подписват и с рапъра 2pac. През лятото на 1995 г. се провеждат хип-хоп наградите на списание „The Source“. Разразява се скандал, когато собственикът на Death Row Records, Suge Knight, отправя от сцената подигравателни думи към Puff Daddy и целия му лейбъл Bad Boy Records:
| „ | Всеки един изпълнител, който иска да бъде само изпълнител, оставайки си звезда, и да не трябва да се грижи да си бъде и сам продуцент, който се мъчи да е във всичките видеа, във всички записи, кълчейки се - да идва в Death Row! | “ |

Следват освирквания в залата, а след като Dr. Dre печели наградата за продуцент на годината, той е освиркан на сцената със Snoop, който прекъсва Dre, грабва микрофона и крещи на всички:
| „ | Чакайте, чакайте! Източното крайбрежие не обича Снуп и Др. Дре? Не ни обичате ли? Не ни обичате ли? Нека го разберем. | “ |

С това се разпалва войната между Изтока и Запада. Snoop заедно с групата си The Dogg Pound записва парчето „New York, New York“. По време на видеото, заснето директно в Ню Йорк по време на войната, е открита стрелба по тях в Бруклин, но всичко минава без убити. В отговор на това Snoop и групата му се ядосват и след това записват частта от видеото, в която чрез визуални ефекти ритат нюйоркски сгради и минават през бруклинския мост, включително ритат и събарят най-високата сграда в квартал Куинс, което, според Mobb Deep по техните думи от интервю-това било изключителна обида към Ню Йорк.
През 1996 г. Snoop заедно с 2pac издават хита „2 Of Amerikaz Most Wanted“. Видеото има няколко версии, включително и такава, в която Puff Daddy и Notorious B.I.G. са застреляни. През това време той работи и по новия си албум „Tha Doggfather“. Взима участие и в големия концерт в The House of Blues заедно с 2pac и всички от лейбъла в началото на юли 1996 г., по това време Death Row са на върха в индустрията и никой не предполага, че само няколко месеца по-късно всичко ще се разпадне.

## Залезът
На 4 септември Snoop заедно с Тупак участва в „Годишните музикални награди“ на MTV, 3 дни преди застрелването и убийството на Тупак в Лас Вегас. Албумът му е издаден през ноември 1996-а и като цяло си остава не толкова успешен. Продажбите му са и в пъти по-малки от предишните му албуми. Назряват и скандали в Deathrow след смъртта на 2pac и напускането преди това на Dr. Dre. Snoop не получава парите, които трябва да вземе от албума, а накрая получава и смъртни заплахи от Suge Knight. Ниската популярност и продажби са и заради това, че Suge Knight решава да пусне албума на Snoop след този на 2pac „The Don Killuminati: 7 Day Theory“ и преди „All Eyez On Me“. Общо двата последни албума на 2pac са толкова успешни, че продават около 1,2 млн. копия само през първата седмица. По този начин трудно другите артисти от Death Row могат да се мерят с този успех. В крайна сметка албумът на Snoop се продава в едва 2 млн. бройки.
1997-а е годината, в която с кариерата на Snoop е почти свършено. Никакви продажби, заплахи за живота, никакви пари.
Издава няколко сингъла, но те нямат никакъв успех. Хванат е и с огнестрелно оръжие, глобен е и е осъден на 3 години пробация. Snoop се решава на голяма крачка - да напусне Death Row. В същото време прави много умен ход, влизайки в преговори и накрая подписвайки с най-голямата и известна по онова време музикална компания в бизнеса - No Limit Records на магната и мултимилионер Master P. През същата 1997 година взима участие в песента на Mystikal – Gangstas от платинения албум на Mystikal Unpredictable – това ще е първата песен на Snoop за No Limit.

## Отново на върха в No Limit Records
През март 1998-а Snoop вече е в състава на No Limit Records и е представен за първи път пред света като Snoop Dogg вместо Snoop Doggy Dogg. След напускането му на Death Row всички други също напускат компанията. Империята Death Row се разпада. Два месеца по-късно Snoop Dogg издава първия си независим албум „Smokefest Underground“, включващ негови записи от 1994-та до 1998-а. Издава и видеоклипа към песента „Ride On“ с Kurupt. Междувременно работи и по следващия си албум с мощната финансова подкрепа и пълна свобода в лицето на Master P, който отива направо при Suge Knight в затвора, плаща му, купува от Death Row лиценза на Snoop, оправя документите, плаща на Snoop и така той влиза в лейбъла. Suge Knight е човекът, който дава идеята и пуска в No Limit Snoop Dogg, защото никоя друга тогава голяма музикална компания, освен No Limit в лицето на Master P, не е успяла да му плати исканата от него сума от 13 милиона долара. Def Jam Recordings успели да предложат само 8,5 милиона, други като Interscope Records направо се отказали след офертата на Suge.
През август албумът излиза на пазара със заглавие Da Game Is to Be Sold, Not to Be Told.
Snoop отново е на върха - застава директно на първо място в Billboard 200. Продажбите на албума също достигат връх - близо 800 000 продадени бройки само през първата седмица и над 5 милиона продадени бройки изобщо - вторият му най-продаван албум след „Doggystyle“. Хитове стават песните „Still A G Thang“, който сингъл е първи от албума и за първи път Snoop влиза в топ 30 на Billboard Hot 100 от 1994-та, песента „Slow Down“ с мултиплатинената изпълнителка от No Limit и легенда на хип-хопа Mia X, и световния хит „Woof !“ с Mystikal и Fiend.
Когато пристига в No Limit, Snoop реално няма никакви пари, но това се променя много бързо. За разлика от Death Row, Master P му плаща с чекове. В интервю Snoop казва, че точно когато идва в No Limit, Mack 10 му казал, че ще му даде 1 млн. да запишат diss албум срещу Death Row, който да се казва „FUCK Death Row“. Snoop споделил на Master P идеята, а Master P му казал следното: „Това е най-глупавото и лошо нещо, което може да направиш - да предизвикаш Suge Knight. Ти нямаш никакви пари, никаква власт, нямаш нищо“. Snoop му казва, че това са цял милион - пари, каквито не е виждал никога, макар да е продавал милиони албуми, Suge е прибирал печалбите. Все пак албумът е записан, съдържа 13 песни, но никога не е издаден. Master P му казва да зареже идеята. След два дни Master P плаща самолетните билети на Snoop и баща му до Ню Орлеанс, кара ги в богаташки квартал и му казва: „Избирайте къща.“ Бащата на Snoop бил на задната седалка и не можел да повярва какво се случва. Master P му купува къща и му казва да спре да мисли за глупости.
По думите на Snoop - всички в No Limit имали пари, коли, къщи, пълни банкови сметки и дори оръжия. Когато по същото време е в затвора, Suge Knight дава интервю и казва за Snoop, че ако не е бил той, сега Snoop щеше да си е още в затвора, като готви и пере парцалите на затворниците. По време на MTV наградите през 1998-а водещият казва на Snoop следното:
„По-рано Suge каза за теб: Беше суперзвезда, а сега е просто един No Limit боец, какво значи това?“
Snoop му отговаря:
„-Нищо. Той беше изпълнителен директор, а сега е просто един затворник!“, след което му показва среден пръст на живо в ефир.
През същата 1998 година No Limit Films издават и DVD филма на Snoop Dogg - "Game Of Life", който става изключително успешен. Пилотният нецензурен видеоклип към едноименната песен е заснет заедно с групата Steady Mobb'n. По това време Snoop взима участие и в комедията „Half Baked“, както и във филмите „Ride“ и „Caught Up“, а също и в лентите от No Limit Films „I Got The Hook Up“ заедно с Master P и Ice Cube, както и криминалната драма на Master P - "MP Da Last Don".
Същата година Snoop Dogg взима участие в още над 30 песни за No Limit, които влизат общо в над 15 албума, сред които 4 платинени и 8 златни албума, както и в 2 платинени компилации. Запомнящите му участия са в песента и видеоклипа към хитовата песен „Thug Girl“, както и в песните „Soldiers“, „Riders & G's“ и „War Wounds“ от станалия 4 пъти платинен двоен албум на Master P – MP Da Last Don, в песните Ghetto Fabolous и Let's Go Do It от станалия почти 3 пъти платинен албум на Mystikal – Ghetto Fabolous, в песента What's Ya Point от станалия също почти 3 пъти платинен албум „Mama Drama“ на Mia X, в песента Throw Yo Hood Up от платинения албум Charge It 2 Da Game на Silkk the Shocker", в песента „Hooked“ в станалия 3 пъти платинен саундтрак към филма „I Got the Hook Up“ и в песните At The Same Time и N.L. Party от златния албум на Soulja Slim – Give It 2 'Em Raw.
През май 1999 г. Snoop Dogg издава втория си албум в No Limit Records – No Limit Top Dogg. Албумът става също няколко пъти платинен, застава на второ място в класацията на Billboard 200, оставайки в класацията цели 40 седмици - второто му най-добро постижение след Doggystyle, по продажби за първата седмица застава също на второ място само след мултиплатинения албум на Рики Мартин, продал 22 милиона копия, и влиза в класацията за Топ 10 най-добри албуми за 1999-а, както и застава на първо място в Billboard Top Hip Hop/R&B албумите. Албумът прави впечатление на такъв с типичното западно и G-Funk звучене, за разлика от предишния му, който звучи доста южняшки и причината за това е Dr. Dre, който работи по повечето песни от албума, а работата му със Snoop по албума е първата им обща работа, откакто Dre е напуснал Death Row. Dr. Dre заедно с Master P и DJ Quik са продуценти на албума, а хитове стават песните „Buck 'Em“ заедно със Sticky Fingaz от Onyx, за която песен Dr. Dre използва китарен семпъл, както в песента на Eminem-Role Model, „G Bedtime Stories“, което видео е заснето като филм на ужасите, „Just Dippin“ с Dr. Dre, DISS-ът към Death Row-"Down 4 My N's" с брата на Master P-C Murder и Mr. Magic, „My Heat Goes Boom“ и най-вече хитът „Bitch, Please“ с X Zibit и Nate Dogg, който хит застава на 3-то място в BET, както и става едно от най-въртяните видеа по MTV. Същата година с Dr. Dre издава и другите хитове „Still Dre“ и „The Next Episode“, както и работи с Марая Кери за ремикса на хитовото ѝ парче „Heartbreaker“ заедно с Da Brat и Missy Elliott. Заедно с Ice Cube и XZibit издават и песента Live From L.A. Участва и във филмите „Бели момчета“, „Urban Menace“ и „3 The Hard Way“. Взима и участие в още няколко платинени и златни албума от No Limit Records. Номиниран е и два пъти за артист на годината. Излиза и неговата автобиографична книга Tha Doggfather.
В началото на 2000 година Snoop заедно с групата си издават албума: „Snoop Dogg Presents Tha Eastsidaz“, който става платинен. Много от песните в албума, заедно с една от предишния му албум „No Limit Top Dogg“ и една от следващия му албум - „The Last Meal" влизат като саундтрак в по-късно издадения от еротичното списание „Hustler“ порно DVD филм на Snoop Dogg - "Snoop Dogg's Doggystyle", заснет в къщата на рап звездата в Калифорния. Това ще е и първото музикално порно видео, което ще влезе в Billboard класациите, оставайки там 3 седмици, както и ще получи 2 номинации - за най-добра музика и за най-продаван албум. Същата година Snoop представя и женската група Doggy's Angels, които издават албума си „Pleezbalevit!“. Сингълът „Baby If You're Ready“ застава на първо място в Top Hip-Hop/R&B Songs класацията.
В края на 2000 година Snoop издава последния си 3-ти албум за No Limit - Tha Last Meal, който ще стане третият най-продаван албум в цялата му кариера. В същата година Snoop основава и своя музикален лейбъл - Doggy Style. Албумът отново става няколко пъти платинен, заставайки директно на първо място по продажби с около 400 000 продадени копия само за първата седмица, а продуценти са отново Dr. Dre и Master P, както и Timbaland. Албумът продължава да записва все по-силни продажби, като само 3 седмици след пускането си на пазара са продадени над 810 000 копия. Номиниран е и за албум на годината, a списание Rolling Stone го определя за най-силния му албум след „DoggyStyle“. Последната песен от албума е посветена на 2pac, Master P и целия No Limit Records и носи заглавито „Ще ми липсвате“ (Y'all Gone Miss Me). И до днес Snoop Dogg говори с огромно уважение към Master P и годините, които е прекарал в No Limit Records. Той казва, че Master P му е спасил живота, подал му е ръка в най-трудния момент, когато е бил на дъното, дал му е хляба в ръце и го е научил как да прави бизнес. Световни хитове от албума стават парчетата „What's My Name Part 2“, в който видеоклип участват Dr. Dre и Timbaland, а клипът е номиниран за видео на годината, Loosen' Control, който видеоклип е заснет на екзотичен остров, „Lay Low“ с участието на Nate Dogg, Master P, Butch Cassidy и The Eastsidaz, както и „Set It Off“ с Ice Cube, MC Ren, Nate Dogg, Kurupt и Lady Of Rage. Участва и в песента „Bitch, Please 2“ с Eminem, Dr. Dre, XZibit и Nate Dogg, която песен е предоставена на Eminem за албума му „The Marshall Mathers LP“, станал 3 пъти диамантен, продавайки над 35 милиона бройки. Отново работи с Марая Кери и те заедно записват песента „Crybaby“. По-рано през годината Snoop участва в сериал с 41 епизода заедно с Еди Мърфи, както и в два игрални филма – The Wrecking Crew с Ice T и криминалната драма Hot Boyz, издаден от No Limit Films, както и в лентата „Tha Eastsidaz“ и филма към мегатурнето „Up in Smoke Tour“. Участва и в песента „Souljas“ от платинения албум на 504 Boyz-GoodFellas, както и в песента „Concrete Jungle“ от платинения албум на C-Murder „Trapped in Crime“, и двата албума издадени от No Limit.
Същата година без съгласието на Snoop Dogg, Suge Knight и Death Row издават като смъртно предупреждение към Snoop албума Dead Man Walkin'. Този албум така и не е официален за Snoop, не е признат от него, няма го дори и в сайта му, а продажбите му са едва около 200 000 бройки.
През 2001 година Snoop Dogg влиза в последната 4-та част на издадената от No Limit Records компилация West Coast Bad Boyz Vol. 3: Poppin' Collars. Той взима участие в песните „What Y'all Want“ и „Poppin' Them Collars“, както и в световния хит „Pop Lockin' II“ заедно с Daz Dillinger, Kurupt, E-40, Goldie Loc, Tray Deee, Master P, C-Murder, Silkk The Shocker и WC.

## След 2001 година
През 2002 подписва договор с друга музикална компания и записва един албум. През 2004 подписва договор с „Geffen Records“. В следващите 5 години с музикалната компания, записва 3 албума и участва в някои ТВ програми. През 2012 г. посещава Ямайка и става член на Растафари. Променя прякора си на Снуп Лайън (на английски:Snoop Lion). Lion (на български: Лъв) е и в логото на Растафари. След предстоя му в Ямайка, през 2013 г. той издава нов реге албум със заглавиие „Reincarnated“ и документален филм със същото име.

## Личен живот и бизнес кариера
След завършването на университета за полиетиленова техника в Лонг Бийч, той се запознава с бъдещата си съпруга (Шанте). След години приятелство, през 1994 г. тя му ражда момче на име Корде. През 1997 г. му се ражда второ момче (Кордел) и през същата година сключват брак, а през 1999 г. се ражда най-малкото им дете, дъщеря му Кори. През май 2004 се развежда със съпругата си, но по-късно, през 2008 г., отново сключват брак.
Освен световноизвестен изпълнител, той е и успешен бизнесмен. От началото на кариерата си през 90-те години, той е любител на марихуаната. Твърди, че марихуаната за него е начин на живот и нищо чудно, че през 2013 г. разкрива, че е пушил 80 OЦБ-та на ден. Той има и своя компания за медицинска марихуана.
Неговият най-голям син играе американски футбол в юношеската лига. Това е наследил от баща си, тъй като и самият Снуп Дог е играл американски футбол през 80-те години преди да завърши университета през 1989 г.
Снуп води свое токшоу, което е излъчвано по Ютюб.

## Дискография

### Студийни албуми
- Doggystyle (1993)
- Tha Doggfather (1996)
- Da Game Is to Be Sold, Not to Be Told (1998)
- No Limit Top Dogg (1999)
- Tha Last Meal (2000)
- Paid tha Cost to Be da Boss (2002)
- R&G (Rhythm & Gangsta): The Masterpiece (2004)
- Tha Blue Carpet Treatment (2006)
- Ego Trippin' (2008)
- Malice n Wonderland (2009)
- Doggumentary (2011)
- Reincarnated (2013)
- Bush (2015)
- Coolaid (2016)
- Neva Left (2017)
- Bible of Love (2018)
- I Wanna Thank Me (2019)

## Филмография

### Филми
- 1994: Murder Was the Case (Платинен)
- 1998: Caught Up
- 1998: Half Baked (Камео)
- 1998: Da Game of Life
- 1998: Hot Boyz
- 1998: Ride
- 1999: Whiteboyz
- 1999: Urban Menace
- 2000: Tha Eastsidaz
- 2000: Up in Smoke Tour
- 2001: Baby Boy
- 2001: Тренировъчен ден
- 2001: King of the Hill (глас)
- 2001: Bones
- 2001: The Wash
- 2003: Malibu's Most Wanted
- 2003: Old School
- 2004: Starsky & Hutch
- 2004: Soul Plane
- 2004: Volcano High
- 2005: Boss'n Up
- 2005: Racing Stripes (глас)
- 2006: The Tenants
- 2006: Weeds: Himself
- 2006: Hood of Horror
- 2007: Arthur and the Minimoys (глас)
- 2007: Monk (По време на интрото той изпълнява песента „It's a Jungle out There“.)
- 2007: The Boondocks
- 2008: Singh Is Kinng (като Себе си)
- 2008: Snoop Dogg's Father Hood (като Себе си)
- 2009: Futurama: Into the Wild Green Yonder (глас)
- 2009: Dogg After Dark: Himself
- 2009: Xavier: Renegade Angel (глас)
- 2009: Brüno (Камео)
- 2010: Down for Life
- 2010: One Life to Live as Calvin Broadus
- 2010: Straight Outta L.A. (като Себе си)
- 2010: Freaknik: The Musical
- 2013: Scary movie 5: Snoop Dogg
- 2013: Турбо (глас)

### Телевизия
| Година             | Име на Телевизионното Шоу      | Роля                    | Име на епизода                                   |
| ------------------ | ------------------------------ | ----------------------- | ------------------------------------------------ |
| - 1997             | - The Steve Harvey Show        | - Себе си               | - Episode „I Do, I Don't“                        |
| - 2001             | - King of the Hill             | - Alabaster Jones       | - Episode „Ho Yeah!“                             |
| - 2001             | - Just Shoot Me                | - Себе си               | - Episode „Finch in the Dogg House“              |
| - 2002 – 2003      | - Doggy Fizzle Televizzle      | - Себе си               | - 8 episodes                                     |
| - 2003             | - Crank Yankers                | - Себе си               | - Episode „Snoop Dogg & Kevin Nealon“            |
| - 2004             | - Chappelle's Show             | - Puppet Dangle/Себе си | - Episode 10                                     |
| - 2004             | - Las Vegas                    | - Себе си               | - Episode „Two of a Kind“                        |
| - 2004             | - The Bernie Mac Show          | - Calvin                | - Episode „Big Brother“                          |
| - 2004             | - The L Word                   | - Slim Daddy            | - Episodes „Luck, Next Time“ & „Liberally“       |
| - 2004             | - 2004 Spike Video Game Awards | - Host/Себе си          | - TV special                                     |
| - 2006             | - Weeds                        | - Себе си               | - Episode „MILF Money“                           |
| - 2007 – 2009      | - Snoop Dogg's Father Hood     | - Себе си               | - 2 seasons, 18 episodes                         |
| - 2007             | - Monk                         | - Murderuss             | - Episode „Mr. Monk and the Rapper“              |
| - 2008, 2010, 2013 | - One Life to Live             | - Себе си               | - 3 episodes, wrote and produced theme song[119] |
| - 2009             | - Dogg After Dark              | - Себе си               | - 1 season, 7 episodes                           |
| - 2009             | - WWE Raw                      | - Host/Себе си          | - TV special                                     |
| - 2010             | - The Boondocks                | - Macktastic            | - Episode „Bitches to Rags“                      |
| - 2010             | - Big Time Rush                | - Себе си               | - Episode Big Time Christmas                     |
| - 2011             | - 90210                        | - Себе си               | - Episode „Blue Naomi“                           |
| - 2011             | - The Cleveland Show           | - Себе си               | - Episode „Back to Cool“                         |

### Видео игри
| Година | Име на играта               | Роля      | Серия                          |
| ------ | --------------------------- | --------- | ------------------------------ |
| - 2003 | - True Crime: Streets of LA | - Себе си | - Voice role and likeness      |
| - 2004 | - Def Jam: Fight for NY     | - Crow    | - Voice role and likeness      |
| - 2012 | - Tekken Tag Tournament 2   | - Себе си | - Snoop Dogg Stage             |
| - 2013 | - Way of the Dogg           | - Себе си | - Voice role and likeness      |
| - 2014 | - Call of Duty: Ghosts      | - Себе си | - Announcer Voices Multiplayer |